# Acalypha filipes
Acalypha filipes är en törelväxtart som först beskrevs av Sereno Watson, och fick sitt nu gällande namn av Mcvaugh. Acalypha filipes ingår i släktet akalyfor, och familjen törelväxter. Inga underarter finns listade i Catalogue of Life.